# Александер, Артур
А́ртур Алекса́ндер (англ. Arthur Alexander, 10 мая 1940, Шеффилд, Алабама, США — 9 июня 1993) — американский автор и исполнитель песен в жанрах кантри и соул.
По словам Джейсона Энкени, музыкального обозревателя сайта Allmusic, Александер был пионером «кантри-соула», а его музыка «гениальна, трогательна, глубоко интимна и способна соперничать с музыкой лучших его современников». Песни Александера неоднократно перепевались многими исполнителями, в том числе такими знаменитыми, как «Битлз», The Rolling Stones, Боб Дилан, Gerry & The Pacemakers, Отис Реддинг, Тина Тёрнер и Джерри Ли Льюис.

## Карьера
Александер родился в Шеффилде (штат Алабама, США). Его первый сингл «Sally Sue Brown» (опубликованный под именем June Alexander, где June являлось сокращением от junior, «младший»), вышел в 1960 году на лейбле Judd Records.
Годом позже Александер записал сингл «You Better Move On», вышедший на лейбле Dot Records и в марте 1963 года достигший 24-й позиции в чартах. Эта же песня стала, пожалуй, наиболее известной песней Александера; кавер-версии этой песни выпустили такие исполнители, как The Rolling Stones, The Hollies, Бобби Ви и Джордж Джонс. Другой композицией, перепетой многими исполнителями, стала песня «Anna (Go to Him)»: кавер-версии этой песни записали «Битлз», Роджер Макгуин (из группы The Byrds) и британская группа Humble Pie. Кавер-версии на песню «Soldier of Love» записали группы «Битлз» и Pearl Jam. Ещё целый ряд песен, исполненных Александером, перепевался другими исполнителями, а отдельные песни, написанные Александером и записанные другими исполнителями, добивались успехов в чартах.
В середине 1960-х годов Александер перешёл на лейбл Sound Stage 7, однако не достиг там коммерческого успеха. Несмотря на то, что его альбом Arthur Alexander (1972), подготовленный уже на лейбле Warner Bros. Records, был многообещающим, ощущалось, что потенциал певца уже увядает. Песня Александера «Every Day I Have to Cry Some», вышедшая в 1975 году, стала лишь кратковременным хитом. Последующий сингл «Sharing The Night Together» (написанный Авой Олдриджем и Эдди Струциком) достиг 92-й позиции в чарте ритм-энд-блюза; однако кавер-версия этой песни в исполнении группы Dr. Hook & the Medicine Show вошла в десятку хитов в 1978 году (именно версия этой группы звучит в эпизоде «Mr. and Mrs. Stewie» мультсериала «Гриффины»).
В конце 1970-х годов Александер отошёл от шоу-бизнеса, работал водителем автобуса, однако в начале 1990-х вновь вернулся к музыке. В мае 1993 года им был подписан очередной контракт, но уже в июне он скончался от инфаркта.

## Наследие
Несмотря на то, что Александер как исполнитель не пользовался высокой популярностью, многие его песни стали знаменитыми в исполнении других музыкантов. В частности, Александер является единственным автором, чьи песни были перепеты такими тремя популярными исполнителями, как «Битлз», The Rolling Stones и Боб Дилан (который включил песню Александера «Sally Sue Brown» в свой альбом Down in the Groove).
В 2005 году Александер был введён в Зал музыкальной славы Алабамы.

## Дискография
Указанные диски вышли в США, если не указано иное.

### Синглы
- «Sally Sue Brown»/«The Girl That Radiates That Charm» (1960)
- «You Better Move On»/«A Shot of Rhythm and Blues» (1961), переиздание в Великобритании — 1962
- «Soldier of Love (Lay Down Your Arms)»/«Where Have You Been (All My Life)» (1962), переиздание в Великобритании — 1962
- «Anna (Go to Him)»/«I Hang My Head And Cry» (1962), переиздание в Великобритании — 1963
- «Go Home Girl»/«You’re the Reason» Dot (1962), переиздание в Великобритании — 1963
- «Dream Girl»/«I Wonder Where You Are Tonight» (1963)
- «Baby, Baby»/«Pretty Girls Everywhere» (1963)
- «Where Did Sally Go»/«Keep Her Guessing» (1963)
- «Black Night»/«Old John Amos» (1964), переиздание в Великобритании — 1964
- «Detroit City»/«You Don’t Care» (1965)
- «Baby For You»/«The Other Woman (In My Life)» (1966), переиздание в Великобритании — 1966
- «Show Me The Road»/«Turn Around (And Try Me)» (1966)
- «Love’s Where Life Begins»/«Set Me Free» (1968)
- «I Need You Baby»/«Spanish Harlem» (1968)
- «Bye Bye Love»/«Another Place, Another Time» (1968)
- «Cry Like a Baby»/«Glory Road» (1969)
- «I’m Coming Home»/«It Hurts To Want It So Bad» (1972)
- «Burning Love»/«It Hurts To Want It So Bad» (1972)
- «Mr John»/«You’ve Got Me Knockin’» (1972)
- «Lover Please»/«They’ll Do It Every Time» (1973)
- «Every Day I Have to Cry Some»/«Everybody Needs Someone To Love» (1975), переиздание в Великобритании — 1976
- «Sharing The Night Together»/«She’ll Throw Stones At You» (1976), переиздание в Великобритании — 1977
- «Hound Dog Man’s Gone Home»/«So Long Baby» (1977)

### Мини-альбомы
- Alexander The Great, вышел в 1963 году в Великобритании
- Arthur Alexander, вышел в 1963 году в Великобритании

### Студийные альбомы
- You Better Move On (LP, 1962, вышел одновременно в США и Великобритании)
- Arthur Alexander (LP, 1972)
- Lonely Just Like Me (CD, 1993)

### Переиздания альбомов
- Story Of Rock ’N’ Roll (LP, 1977, Германия) — переиздание You Better Move On
- Arthur Alexander (LP, 1989, Великобритания)
- You Better Move On (CD, 1994, Великобритания) — переиздание с 8 бонусными треками
- You Better Move On (CD, 2014, ЕС) — переиздание с 14 бонусными треками
- Rainbow Road: The Warner Bros. Recordings (CD, 1994, США) — переиздание Arthur Alexander с бонусными треками
- Lonely Just Like Me: The Final Chapter (CD, 2007, США) — переиздание Lonely Just Like Me с бонусными треками
- Arthur Alexander: Expanded Edition (CD, 2017, США) — переиздание Arthur Alexander с шестью бонусными треками[6]

### Компиляционные альбомы
- A Shot Of Rhythm And Soul (1982, Великобритания)
- Soldier Of Love (1987, Великобритания)
- The Greatest (1989 & 2006, Великобритания)
- The Ultimate Arthur Alexander (1993, США)
- The Monument Years (2001, Великобритания)

### Трибьют-альбомы
- Различные исполнители: Adios Amigo: A Tribute To Arthur Alexander (1994) — 17 треков в записи различных исполнителей, в том числе Элвис Костелло, Грэм Паркер, Джон Прайн, Ник Лоу и Дзуккеро[7]
- Донни Фриттс: June — A Tribute To Arthur Alexander (2018)[8]

## Песни, написанные Артуром Александером
- «Anna (Go To Him)», записана Александером в 1962 году, известна благодаря кавер-версии «Битлз»[9];
- «Every Day I Have to Cry Some», исполнялась дуэтом Айк и Тина Тёрнеры, была спродюсирована Филом Спектором;
- «Go Home Girl», записана Александером в 1962 году;
- «In the Middle of it All», записана Александером в 1987 году;
- «You Better Move On», записана Александером в 1961 году, перепевалась группами The Hollies и The Rolling Stones;
- «Sally Sue Brown», записана Александером в 1960 году, перепевалась Бобом Диланом и Элвисом Костелло.